# Spodoptera sebghana
Spodoptera sebghana là một loài bướm đêm trong họ Noctuidae.